# Rhogeessa genowaysi
Rhogeessa genowaysi é uma espécie de morcego da família Vespertilionidae. Conhecida de apenas duas localidades na costa pacífica no sul de Chiapas (México). Está ameaçada por perda de habitat.